# Korouhev

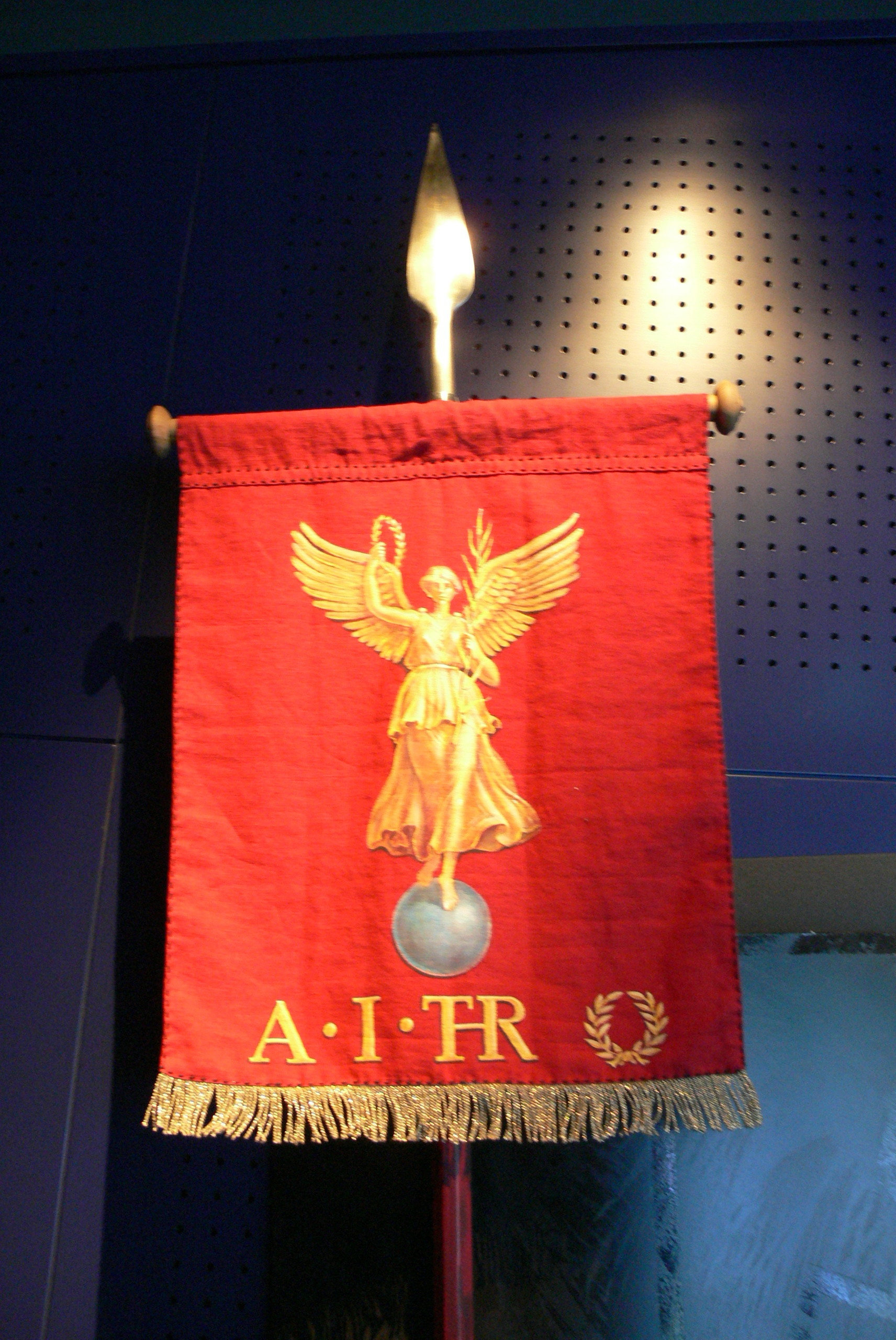
Římské vexillum

Korouhev je prapor, který se užíval ve vojsku, v různých sdruženích a spolcích, občanských i náboženských jako znamení pospolitosti, uspořádání a jednoty. Původně to patrně byla tyč s pentlemi a fábory, kolem níž se shromažďovali bojovníci (standarta). Studiem korouhví, praporů a vlajek se zabývá vexilologie.

## Druhy korouhví
Žerď vojenské korouhve byla obvykle zakončena ozdobným kovovým hrotem, takže připomínala kopí. Korouhve (vexillum) oddílů římské armády nesly symboly legií, jejich označení atd. Látkový prapor s vyšitým nebo malovaným znakem či symbolem, mohl mít zakončení rovné nebo dvoucípé, vykrojené. Vojenská korouhev, zástava, byla symbolem jednotky a její cti, rekruti na ni skládali slib a ztráta korouhve se považovala za velkou hanbu, která často vedla dokonce ke zrušení dané jednotky.
Náboženské korouhve, užívané při poutích, zejména v barokní době, byly během roku umístěny v kostele, často zasazené v otvorech v lavicích. Měly vyšívaný nebo malovaný prapor zavěšený na příčném ráhnu, spodní okraj byl často trojcípý a zdobený třapci.
Spolkové korouhve vojenských vysloužilců, měšťanských gard, dobrovolných hasičů, cechů a spolků zažily velkou renesanci v 19. století. Byly také obvykle vyšívané a často ještě zdobené stuhami, například v národních barvách.

## Korouhve z hlediska vexilologie
Ve vexilologii se korouhví rozumí způsob vyvěšení látkového listu. Na rozdíl od vlajky, která se vytahuje na stožár, vlajkovou tyč či vlajkový stěžeň pomocí lanka, a od praporu, který je k žerdi pevně přichycen, korouhev je přichycena kratší stranou k vodorovnému příčnému ráhnu, na kterém je látkový list zavěšen svisle. Příčné ráhno může být buď volné a vytahuje se na stožár pomocí závěsného lanka nebo může být kolmé vodorovné ráhno součástí stožáru, kdy může být i pomocí kloubu otočné kolem něj.

## Galerie

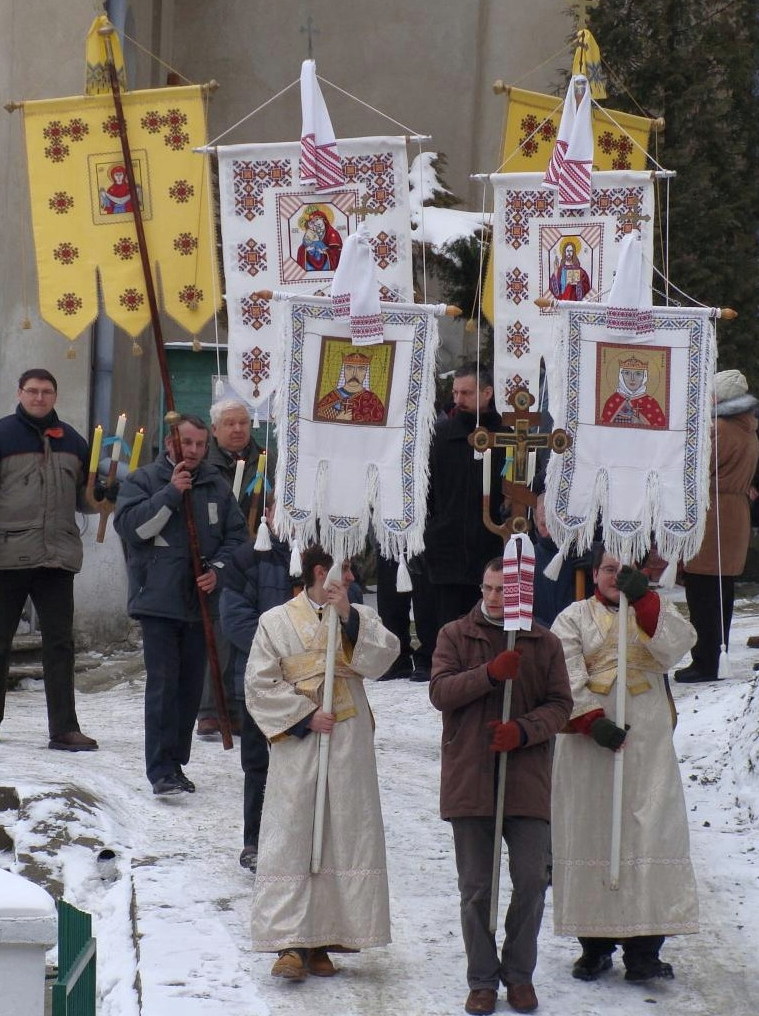
Procesí v Sanoku (Polsko)
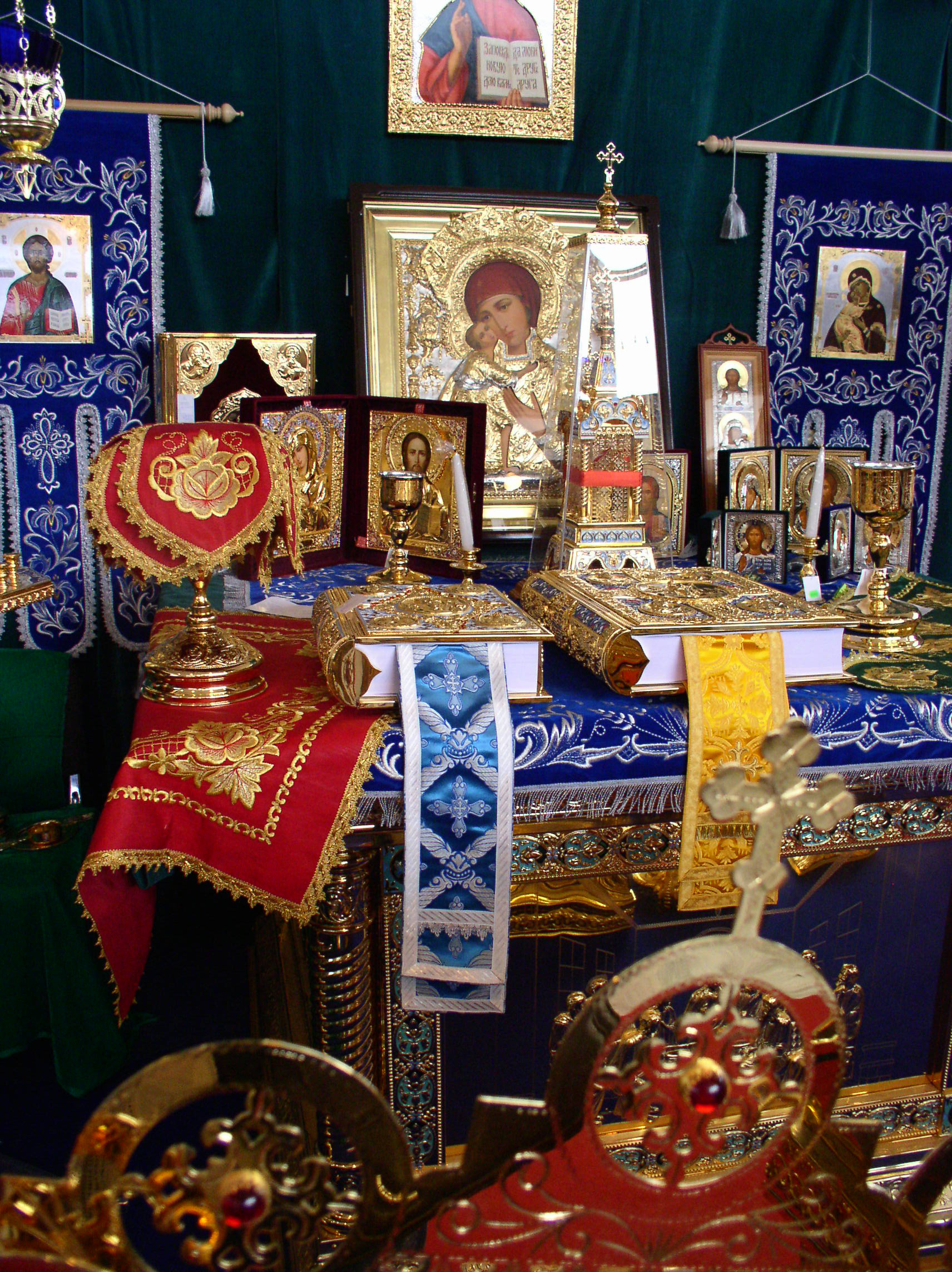
Pravoslavné korouhve v Minsku
Korouhev prince z Walesu
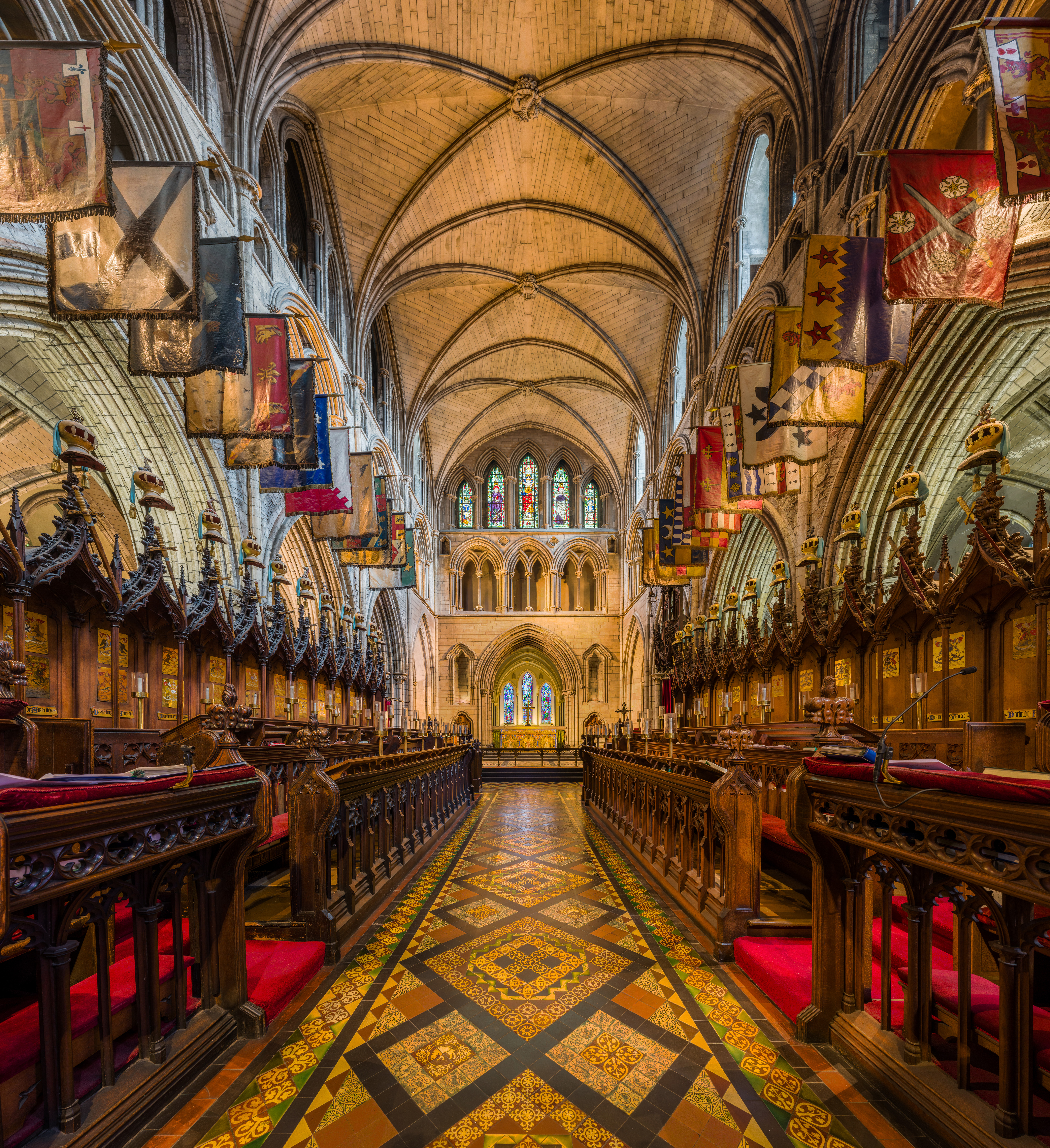
Korouhve v katedrále sv. Patrika v Dublinu, Irsko
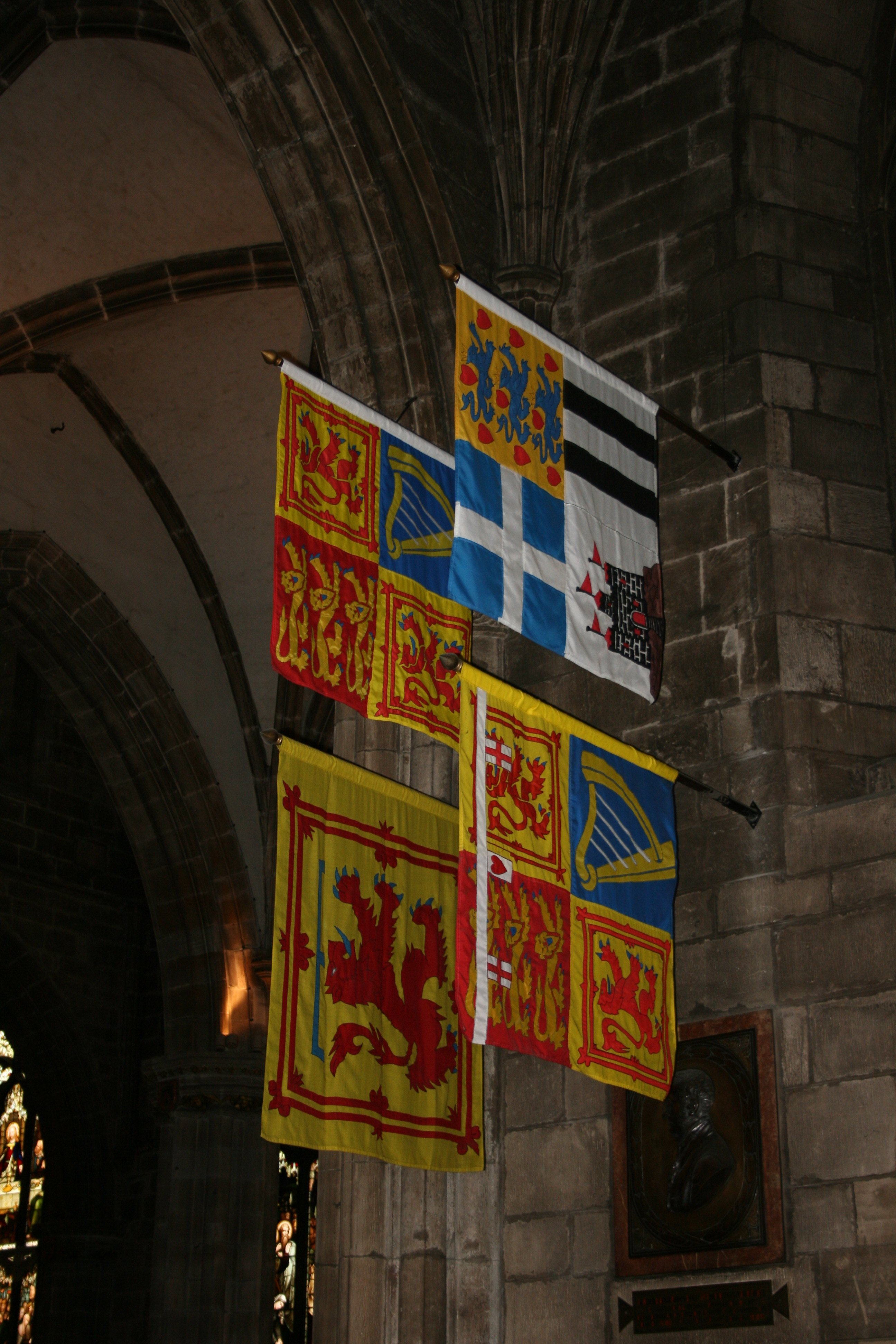
Královské korouhve v katedrále sv. Jiljí v Edinburghu, Skotsko